# Euseius tularensis
Euseius tularensis är en spindeldjursart som beskrevs av Congdon 1985. Euseius tularensis ingår i släktet Euseius och familjen Phytoseiidae. Inga underarter finns listade i Catalogue of Life.